# Frederic Marès i Deulovol
Frederic Marès i Deulovol, né à Portbou (Catalogne, Espagne) le 18 septembre 1893 et mort à Barcelone (Catalogne) le 16 août 1991 est un sculpteur et collectionneur d'art catalan.

## Biographie
Frederic Marès s'installe avec sa famille en 1903 à Barcelone. Il y fréquente l'école des Beaux-Arts puis l'École de la Llotja. Il s'y forme comme sculpteur et y enseignera plus tard à partir de 1964. En 1913, Marès bénéficie d'une bourse de la mairie de Barcelone pour se rendre à Paris et compléter sa formation. Il se rend également à Rome et obtient également une bourse de l'État pour voyager à travers l'Espagne et se sensibiliser à sa culture. Il commence ensuite son apprentissage dans l'atelier du sculpteur moderne Eusebi Arnau i Mascort. Il produit en 1919 son premier monument pour la ville de Barcelone, en hommage au chanoine Rodó. Ses premières œuvres à cette époque sont essentiellement des portraits, des sculptures funéraires ou des nus féminins, et se rattachent encore à l'esthétique du XIXe siècle.

## Œuvres principales
- 1917 : Portrait de Jaume Pahissa (ca), Musée Frederic Marès, Barcelone ;
- 1919 : Monument au chanoine Rodó, Barcelone ;
- 1920-1925 : Joventut-Ritme, Musée Frederic Marès, Barcelone ;
- 1936 :Monument a Francesc Lairet i Foix, Barcelone Place Goya ;
- 1947 : Gisants de Jacques II de Majorque et de Jacques III de Majorque, cathédrale de Palma de Majorque ;
- 1959 : Monument a Francisco de Goya, Plaça del Pilar, Saragosse ;
- 1960 : Immaculada Concepció, église paroissiale de Portbou ;
- 1975 : Sant Jordi, Musée Frederic Marès ;
- 1975 : Exaltació de la Santa Creu, autel majeur de la cathédrale Sainte-Eulalie de Barcelone.

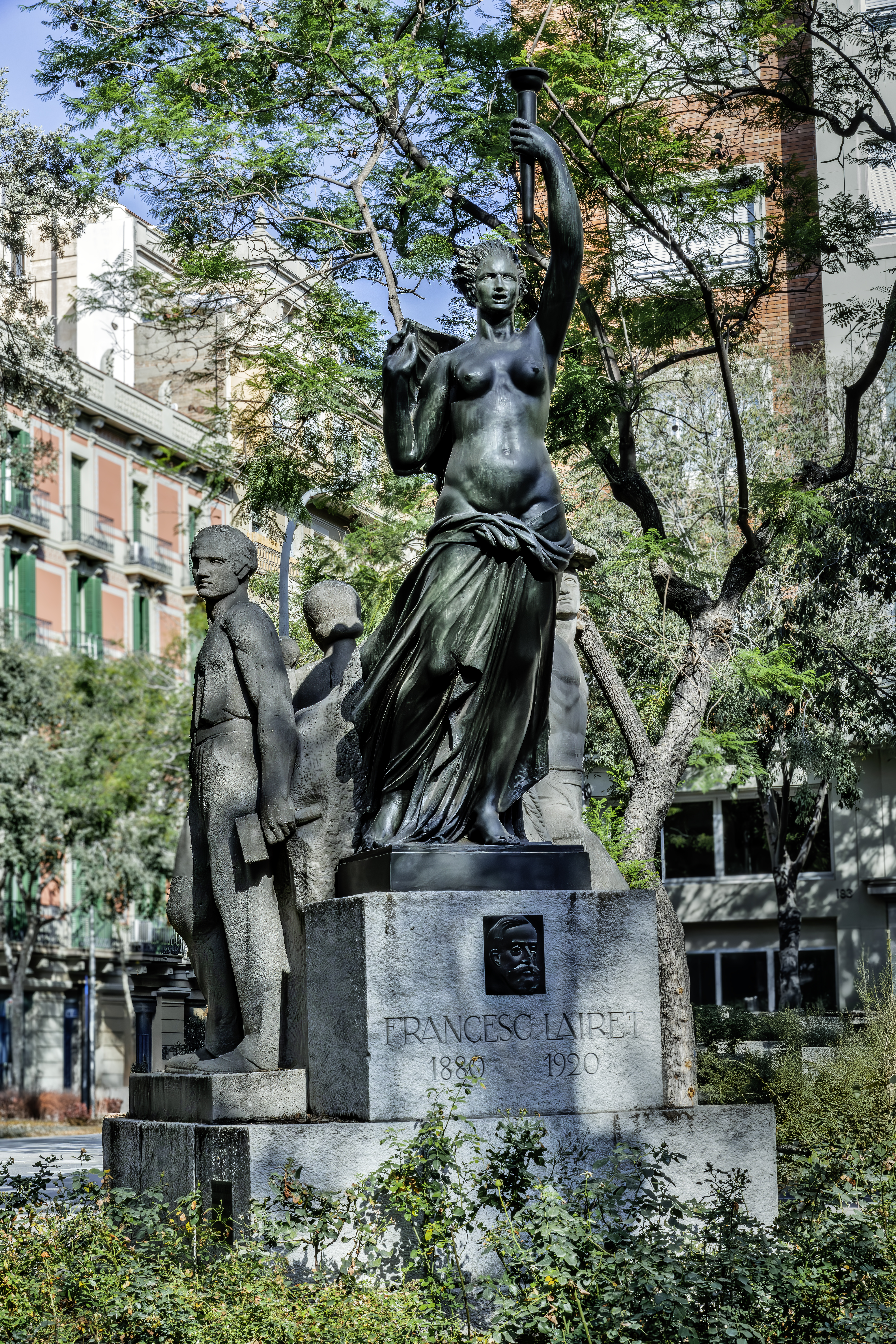
Monument a Francesc Lairet i Foix, Barcelone Place Goya
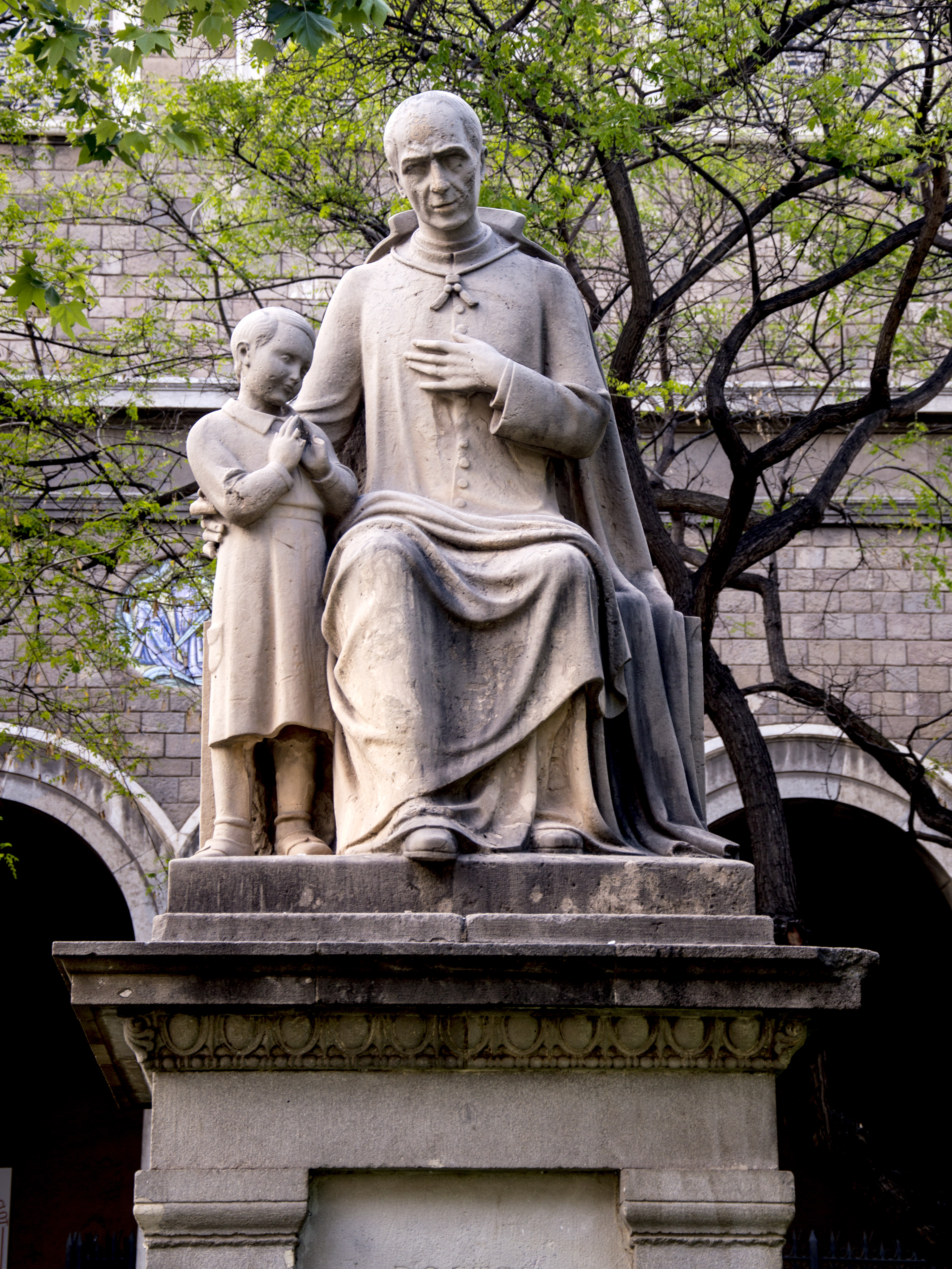
Monument au chanoine Rodó, Barcelone

## Distinctions
- 1970 : Directeur honoraire du Musée de l'Empordà à Figueras ;
- 1982 : Creu de Sant Jordi de la Generalitat de Catalogne ;
- 1984 : Médaille d'or du mérite des beaux-arts par le Ministère de l'Éducation, de la Culture et des Sports[1] ;
- 1986 : Médaille d'or de la Generalitat de Catalogne ;
- Membre de l'Académie royale des beaux-arts de San Fernando à Madrid ;
- Membre et président de la Reial Acadèmia Catalana de Belles Arts de Sant Jordi ;
- Directeur de l'École des beaux-arts de Sant-Jordi et de l'École de la Llotja à Barcelone.